# Заводской парк (платформа)
Заводско́й парк — остановочный пункт Московской железной дороги в городе Новомосковск Тульской области.

## Описание
Является продолжением станции Северная[уточнить]. По бокам станции имеются опоры контактной сети подвесного типа над всеми путями станции (на перспективу) — но электрифицированы были только два главных. Все пути, кроме главных и одного бокового справа, отходящего в промзону, разобраны. Пассажирская платформа высокая, островного типа, расположена в кривой. Выходы с платформы ведут к проходной Химкомбината. В 2007 году была произведена полная реконструкция пассажирской платформы, на платформе установлены скамейки и урны.
Электрифицированный участок Маклец — Урванка — Бобрик-Донской является «островным» — он не связан с другими электрифицированными железнодорожными линиями. Его называют «Новомосковское кольцо», хотя на самом деле это не кольцо, а линия между станциями Маклец и Бобрик-Донской.

## Происшествия
- 17 мая 2007 года обрушилась пролётная плита в середине платформы. Пострадал один человек[2].

## Фотографии
- Платформа. Архивировано 8 апреля 2013 года.